# Элсборо (тауншип, Миннесота)
Элсборо (англ. Ellsborough) — тауншип в округе Марри, Миннесота, США. На 2000 год его население составило 198 человек.

## География
По данным Бюро переписи населения США площадь тауншипа составляет 92,7 км², из которых 90,9 км² занимает суша, а 1,9 км² — вода (2,01 %).

## Демография
По данным переписи населения 2000 года здесь находились 198 человек, 66 домохозяйств и 52 семьи.  Плотность населения —  2,2 чел./км².  На территории тауншипа расположено 73 постройки со средней плотностью 0,8 построек на один квадратный километр. Расовый состав населения: 94,95 % белых, 1,52 % афроамериканцев и 3,54 % приходится на две или более других рас.
Из 66 домохозяйств в 40,9 % воспитывались дети до 18 лет, в 65,2 % проживали супружеские пары, в 4,5 % проживали незамужние женщины и в 19,7 % домохозяйств проживали несемейные люди. 18,2 % домохозяйств состояли из одного человека, при том 6,1 % из — одиноких пожилых людей старше 65 лет. Средний размер домохозяйства — 3,00, а семьи — 3,32 человека.
34,3 % населения — младше 18 лет, 7,1 % — в возрасте от 18 до 24 лет, 21,7 % — от 25 до 44, 22,2 % — от 45 до 64, и 14,6 % — старше 65 лет. Средний возраст — 37 лет. На каждые 100 женщин приходилось 112,9 мужчин.  На каждые 100 женщин старше 18 приходилось 124,1 мужчин.
Средний годовой доход домохозяйства составлял 34 688 долларов, а средний годовой доход семьи —  36 667 долларов. Средний доход мужчин —  25 833  доллара, в то время как у женщин — 19 167. Доход на душу населения составил 10 551 доллар. За чертой бедности находились 18,3 % семей и 12,4 % всего населения тауншипа, из которых 11,2 % младше 18 и 13,3 % старше 65 лет.